# エマメクチン
エマメクチン(Emamectin)は、土壌放線菌Streptomyces avermitilisが発酵により産生する大員環ラクトンであるアバメクチンの4”-デオキシ-4”-メチルアミノ誘導体である。通常は、白色または薄黄色の粉末で、安息香酸との塩であるエマメクチン安息香酸塩として提供される。クロライドチャネルを活性化させる性質から、アメリカ合衆国及びカナダでは殺虫剤として利用される。

## 歴史
Streptomyces avermitilisにより産生されるエマメクチンは、線形動物、節足動物、その他の有害生物に毒性を持つアベルメクチンファミリーに属する。特に安息香酸塩は、アメリカ合衆国環境保護庁により、トネリコの木につくアオナガタマムシの防除に用いることが認可されており、殺虫剤として広く用いられている。
エマメクチンは、アバメクチンとして知られるアベルメクチンB1（天然のアベルメクチンB1aとアベルメクチンB1bの混合物）の誘導体である。また、魚の養殖においてウオジラミを根絶する用途も有望視されている。Regina D. Leseota、Pradip K. Mookerjee、John Misselbrook及びRobert F. Peterson Jr.によって開発され、2001年9月25日に特許出願、2002年8月22日に承認された。
メルク・アンド・カンパニーによって殺虫剤として開発され、1997年にイスラエルと日本で最初に市販された。

## 製造
エマメクチンはアバメクチンの誘導体で、4”-位のヒドロキシル基がエピ-アミノ-メチル基に置き換わっている。エマメクチンはアバメクチンと同様に、C-25側鎖の1つのメチレン基が異なるB1aとB1bの2つのホモログの混合物である。B1aはsec-ブチル基を持つが、B1bはイソプロピル基を持つ。典型的には、B1bが10%、B1aが90%の混合物である。
アベルメクチン生合成は、①ポリケチド誘導体の当初のアグリコンの形成、②当初のアグリコンからアベルメクチンアグリコンへの修飾、③アベルメクチンアグリコンのグリコシル化の3つの段階に分けられる。

## 利用
エマメクチンは、アメリカ合衆国、日本、カナダ及び最近では台湾で、農業生産物につくチョウ目の昆虫を制御するために広く用いられる。少量(~6 g/acre)の使用で済み、効果が幅広いので、農家に広く使われている。
キクイムシがテーダマツにコロニーを作るのを阻害する大きな効果が示されている。4種類の殺虫剤をボルト注入した2006年の研究では、幼虫の食餌、長さ、卵の数等の面において、最も高い削減効果を示した。エマメクチンを注入した点の周辺の師部及び木部の長い縦の病斑の形成が見られ、ある程度の木への毒性が示唆された。
ソルビタン脂肪酸エステル、アセトン、メタノールでエマメクチンを水溶性化したものは、マツ材線虫病に感染したクロマツの枯死を抑制する効果が示された。これまでのマツ材線虫病への処置は、感染地域のクロマツを切り倒して根絶させるというものであった。
また、養殖業において、タイセイヨウサケへのウオジラミの制御にも成功している。イギリス、チリ、アイルランド、アイスランド、フィンランド、フェロー諸島、スペイン及びノルウェーでは、魚の餌へのエマメクチンの利用を認めている。ウオジラミを除去することで、これらによりもたらされる細菌やウイルスの病気が減り、サケ科の魚の養殖が容易になる。サケジラミとウオジラミの生活環の全ての段階に効果があるようであり、生殖段階に成熟するのを防ぐ。
関連するジヒドロキシアベルメクチンB1化合物であるイベルメクチンは、糞線虫症及び糸状虫症の治療として、ヒトが経口摂取する。イヌ糸状虫の治療のため、イヌに処方することもある。

## 構造と性質
他のアベルメクチンと同様に、エマメクチンは16員の大員環ラクトンである。また、他のアベルメクチンB1a及びB1bとは、4”-位ではなく、4”-エピメチルアミノ基にヒドロキシル基を持つ点で異なる。アベルメクチンは、五員環のポリケチド誘導化合物でメチル化ジオキシ糖の二糖であるオレアンドロースと結合している。
アベルメクチンの活性部位の決定は、その疎水性と親油性のために難しい。

## 毒性と代謝
エマメクチンは、γ-アミノ酪酸(GABA)受容体及びグルタミン酸開閉型塩化物イオン受容体に結合して節足動物の神経シグナルを破壊することにより、クロリドチャネルを活性化する。
この化合物は、神経細胞間のシナプスからのGABAの放出を刺激し、さらに昆虫や節足動物の筋肉細胞の接合部膜におけるGABAの受容体に対する親和性を向上させる。GABAがより強く結合するようになると、低張濃度勾配のために塩化物イオンの細胞透過性が増加する。これに続く過分極と信号伝達の消失により、神経伝達は減少する。